# Seweryn Trzebuchowski

Herb Ogończyk

Seweryn Józef Trzebuchowski herbu Ogończyk (zm. 1736) – chorąży inowrocławski, uzyskał nominację na kasztelana bydgoskiego, lecz urzędu nie objął.
Syn Jana (zm. 1706), chorążego inowrocławskiego (1680-1706) i Anny Wysockiej. Prapraprawnuk Mikołaja (zm. 1563), kasztelana gnieźnieńskiego. Poślubił Konstancję Błeszyńską, córkę Jakuba, kasztelana międzyrzeckiego i przemęckiego. Z małżeństwa urodził się syn Michał.
Dziedzic wsi Świerszczyny. Urząd chorążego inowrocławskiego pełnił w latach 1709–1736.